# Kasper T. Toeplitz
Pour les articles homonymes, voir Toeplitz.
Kasper T. Toeplitz est un compositeur et musicien français d'origine polonaise né le 29 avril 1960 à Varsovie, jouant principalement de l'ordinateur et de la basse électrique. Il vit et travaille aujourd'hui à Paris.

## Parcours
Kasper T. Toeplitz œuvre par-delà les distinctions entre musique contemporaine et celle dite non-académique : en l’espèce la musique électronique, ou noise music. Il travaille donc tout autant pour les grandes institutions d’État (GMEM, GRM, IRCAM, Radio-France) qu’avec des musiciens expérimentaux ou inclassables, tels Éliane Radigue, Zbigniew Karkowski, Dror Feiler, Tetsuo Furudate, Phill Niblock ou Gérard Hourbette (Art Zoyd). Il a été édité et joué par La Muse en circuit en 2017, 2020, 2021.
Influencé par Giacinto Scelsi et Iannis Xenakis, il a d’abord beaucoup écrit pour les instruments traditionnels (a reçu plusieurs prix et distinctions : 1er prix de composition d’orchestre au festival de Besançon, 1er prix au concours « Opéra Autrement/Acanthes », Villa Médicis Hors les Murs à New York, prix Léonard de Vinci à San Francisco, Villa Kujoyama à Kyoto, DAAD de Berlin), ainsi que pour son orchestre de guitares électriques Sleaze Art, avant d’intégrer pleinement l’ordinateur à son travail, autant en termes de pensée compositionnelle qu’en tant qu’instrument « live » à part entière (via le langage de programmation MAX notamment).
Sa réflexion autour de l'ordinateur-instrument aboutit, en 2003, à la création de la BassComputer: un instrument à deux entrées, une basse hybridée avec l’ordinateur – ou inversement, concept qu'il élargit à d'autres instruments (les percussions dans Unfinished Metal Waves, le saxophone et la vielle à roue dans Dust Reconstruction…). 
En 2004, il commande à Eliane Radigue une pièce qu'il interprète à la BassComputer, Elemental II, qui lui sert d'occasion pour fonder son propre label, r.o.s.a. (Recordings Of Sleaze Art). Il renouvelle l'expérience en commandant à Phill Niblock Yam almost may (Touch Records TO 59), et à Dror Feiler Ousia. Sur ROSA, il enregistre également Capture, une de ses propres compositions (r.o.s.a.#2, 2005), et ZKT, par Le Dépeupleur, duo de laptops qu'il forme avec Zbigniew Karkowski depuis 1999 (r.o.s.a.#3, 2006).
Il a également beaucoup écrit pour la danse (Myriam Gourfink, Loic Touzé, Olivia Grandville, Emmanuelle Huynh, Hervé Robbe, Artefact, Christian Trouillas, Jean-Marc Matos…), voire le théâtre, a toujours marqué beaucoup d'intérêt pour la littérature (J'irai vers le nord, j'irai dans la nuit polaire, son premier opéra, en 1989, était écrit à partir de textes de Sylvia Plath; Great Expectations, à partir de textes de Kathy Acker; Ruine, sur un texte de François Bon…), et plus récemment développe des pièces « mixtes », incluant lumière et/ou image vidéo (K_apture, pour ordinateur solo, sur des vidéos de Dominik Barbier). 
En 2007 enfin, il crée, avec Eryck Abecassis et Wilfried Wendling, KERNEL, un ensemble d'ordinateurs destiné à l'interprétation, live stricto sensu (sans utilisation de fichiers sons ou séquences de quelque sorte que ce soit), de compositions pour électronique. Leur premier enregistrement, Kernel#2, sort cette même année (r.o.s.a.#4, 2007); le deuxième, The Deep, sur Zora Records en 2008. En 2009 paraissent simultanément sur r.o.s.a. une seconde version de Kernel#2, permettant de juger à la fois de la pertinence des notions d'écriture pour électronique d'une part (il s'agit bien de la même pièce) et d'autre part d'interprétation à l'ordinateur (il s'agit bien d'une seconde version), puis D.R., disque incluant Dust Reconstruction de Toeplitz, et Drowning Report d'Abecassis.

## Œuvres (liste non exhaustive)
- Nature Morte : pour orchestre, 1988.
- Zéline : pour violoncelle solo, 1989.
- Paysage foudroyé : pour basse électrique solo, 1989.
- J'irai vers le nord, j'irai dans la nuit polaire : opéra sur des textes de Sylvia Plath, m.sc. Farid Paya (1er Prix au Concours «Opéra Autrement», Centre Acanthes), 1989.
- Lhow : pour orchestre (1er Prix au Concours International de Composition pour orchestre de Besançon), 1990.
- Ssakstal : pour trio de percussions, 1990.
- Aimantés : pour deux guitares et une basse électrique, 1990.
- Elektrische Erlösung : pour cinq guitares électriques, 1991.
- Deixis : pour 11 guitares électriques, 1991.
- Mouhr : pour 13 guitares électriques, 1991.
- Anachorète : pour saxophone soprano solo, 1991.
- Johnny Panic et la bible des rêves : pour voix, saxophone(s), petit orchestre et spatialisation électronique, 1991.
- Reflets d'ailes (reflets d'elle) : pour quatuor à cordes et clarinette, 1991.
- Arrisée : pour flute, flute basse, clarinette basse et percussions, 1991.
- Memory-Cendres : pour voix de femme, percussions, clarinette basse et contrebasse, 1992.
- Exins : pour flûte solo, 1992.
- Sthill : pour 8 saxophones, 1992.
- Archives - Ladri e Re : pour 10 instruments, 1992.
- Raj : pour violoncelle et basse électrique, 1992.
- Blind Sucht : pour 9 instruments et dispositif électroacoustique, 1993.
- Ephémérides : pour 9 instruments, 1995.
- Siyahi : pour orchestre, 1996.
- Stances d'orchestre : pour orchestre, 1997.
- Quatuors à cordes no 1 et no 2, 1997.
- Je est une autre : pour voix, violoncelle, clarinette, contrebasse et percussions, 1997.
- Fissure : pour soprano, percussions et bande magnétique, 1997.
- Illumination Rounds : pour 3 guitares et 4 basses électriques, 1997.
- Ruine : pour orchestre et soprano solo, sur un texte de François Bon, 1998.
- De blancheur… : 1998.
- Biel : pour orchestre et samplers, 2000.
- Appars/Vague de pas : pour petit orchestre, clavier électronique et percussions solo, 2001.
- Battling Siki : opéra pour cordes, instruments électroniques, theremin, percussions et ordinateurs, 2003.
- Froz#11 : pour ordinateurs, tam et guitare basse, 2003.
- Froz#5 : pour tubax et ordinateur, 2003.
- MSG#9 : pour cordes, percussions et électronique live, 2003.
- Contraindre, pour theremin (Laurent Dailleau), chor. Myriam Gourfink, 2004.
- Capture : pour trois danseuses/musiciennes via captation vidéo, 2005 (CD: Rosa #2).
- Unfinished Metal Waves : pour tam géant (Didier Casamitjana, Jérôme Mimetic Soudan) et ordinateur, 2006.
- This is my House :  pour saxophone (Ulrich Krieger) et ordinateur, chor. Myriam Gourfink, 2006.
- Champ des Larmes : spectacle avec Art Zoyd (écriture en collaboration avec Gérard Hourbette, 2006).
- Lärmesmitte : pour BassComputer, 2006.
- Dust Reconstruction : pièce pour instrumentarium non fixe; dans une 1re forme, pour vielle à roue (Stevie Wishart), anches (Ulrich Krieger), BassComputer (lui-même) et ordinateur (tous), 2007; reprise dans une version purement électronique par KERNEL, et également par l'ensemble Phoenix de Bâle (avec grand orgue, percussions, flûte, guitare, basse et électronique), en 2008.
- Kernel#2 : première création de l'ensemble KERNEL, 2007.
- The Deep : par l'ensemble KERNEL, 2008.
- Inoculate ? : pour trio à vent, live-electronics & data-noise, 2011.
- Rupture & dissipation, 2012.

## Source
- Kasper T. Toeplitz dans la base de documentation sur la musique contemporaine de l'IRCAM

## N&R
1. ↑  « Inoculate?, by Kasper T. Toeplitz », sur alamuse (consulté le 26 janvier 2021)
2. ↑  « Centre National de Création Musicale (CNCM) - La Muse en Circuit » (consulté le 26 janvier 2021)